# Белолобый
Белолобый — рассказ А. П. Чехова. Написан в 1895 году, впервые опубликован в сборнике «Детское чтение», 1895, № 11.

## Сюжет
Однажды мартовской ночью голодная волчиха отправилась на охоту к человеческому зимовью, находящемуся около четырех верст от её норы. В логове волчицы было трое голодных волчат. Волчица была в годах, поэтому довольствовалась мелкой добычей. Сарай с живностью охранял пожилой сторож Игнат. В сарае было две овцы. Волчица забралась в сарай, однако там поднялся шум и кто-то залаял. Волчица схватила ближайшего ягненка и отбежала на такое расстояние, пока лай перестал быть слышен. Только после этого она обратила внимание, то в зубах у нее щенок. Отвращение к собакам не позволило ей съесть щенка. Она бросила его и побежала к норе. Щенок побежал за ней. В норе он ластился к волчице и играл с волчатами.
Однажды она решила снова съесть щенка, но он лизнул ее в нос, и волчица вновь передумала. Через некоторое время волчица повторно отправилась на охоту. Но за ней увязался щенок, он поднял у дома человека лай, и волчица убежала ни с чем. Игнат решил, что дырку в крыше проделал Белолобый — так звали люди щенка.

## История
Замысел сюжета о волчихе, схватившей у хозяина в сарае щенка вместо овцы, возник у Чехова примерно за год до публикации рассказа. В записях, касающихся работы над повестью «Три года» от 1894 года, есть такая: «Волчиха, нервная, заботливая, чадолюбивая, утащила в зимовье Белолобого, приняв его за ягненка. Она знала раньше, что там ярка, а у ярки дети. Когда тащила Белолобого, вдруг кто-то свистнул, она встревожилась и выпустила его изо рта, а он за ней… Пришли на место. Он стал сосать ее вместе в волчатами. — К следующей зиме он мало изменился, только похудел, и ноги у него стали длинней, да белое пятно на лбу приняло совершенно трехугольную форму. У волчихи было слабое здоровье».
Брат писателя А. П. Чехов писал: «У брата во дворе в Мелихове жили три черные дворовые собаки <…> и между ними среднего роста пес — Белолобый. Последнего брат обессмертил в своем коротеньком рассказе: „Белолобый“».
Осенью 1894 года Чехов жаловался редактору журнала «Детское чтение» Д. И. Тихомирову, что писать специально для детей трудно. Однако Тихомиров надеялся, что Чехов будет присылать ему в журнал по два-три рассказца в год.

## Публикации
Рассказ А. П. Чехова был впервые напечатан в сборнике «Детское чтение», 1895, № 11 с подписью Антон Чехов и рисунками В. И. Андреева.
Рассказ напечатан в 1899 году в сборнике «Сказки жизни и природы русских писателей. Собрал для детей М. Васильев». Без разрешения Чехова в 1899 году Клюкин опубликовал рассказ отдельной брошюрой в серии «Добрые души», № 36.
Рассказ вошел в собрание сочинений А. П. Чехова, издаваемое А. Ф. Марксом. При жизни Чехова рассказ был переведен на немецкий язык.

## Адаптации
В 2010 году режиссёром Сергеем Серёгиным был снят российский мультфильм «Белолобый» из цикла «Рассказы А. П. Чехова». В 2011 году фильм получил премию «Золотой орёл» за лучший анимационный фильм за 2010 год.